# Leucophanes hildebrandtii
Leucophanes hildebrandtii là một loài rêu trong họ Calymperaceae. Loài này được Müll. Hal. mô tả khoa học đầu tiên năm 1876.